# Mahonia berriozabalensis
Mahonia berriozabalensis là một loài thực vật có hoa trong họ Hoàng mộc. Loài này được Miranda mô tả khoa học đầu tiên năm 1953.